# Projeção financeira
A projeção financeira é a expectativa calculada, de forma racional, que expõe ao longo de um determinado período, a evolução de um determinado investimento, inclusive a criação de novas empresas.
Também conhecida no meio acadêmico como "orçamento empresarial", mas com algumas sutis diferenças que variam conforme a fonte.
É costume de muitos empresários iniciar uma empresa baseando-se somente na sua experiência na área operacional, ignorando a necessidade de ser também um administrador. Por isso, muitas empresas afundam logo no seu início.